# 실지렁이
실지렁이는 수중의 작은 환형동물이다. 4급수의 지표종으로 오염된 슬러지 속에 산다.